# 天主教杰尔拜古里教区
天主教傑爾拜古里教區 （拉丁語：Dioecesis Ialpaiguriensis）是羅馬天主教的一個教區，位於印度傑爾拜古里。範圍包括西孟加拉邦東北部共兩縣。受加爾各答總教區管轄。
1952年1月17日自迪納傑布爾教區分出，升為教區。現任主教為克萊孟‧蒂爾基。2006年有26個堂區、139,576教友、77名司鐸。